# Apostolos Parellis
Apostolos Parellis (griechisch Απόστολος Παρέλλης; * 24. Juli 1985 in Limassol) ist ein zyprischer Leichtathlet, der sich auf den Diskuswurf spezialisiert hat und Inhaber des Landesrekordes ist.

## Sportliche Laufbahn
Erste internationale Erfahrungen sammelte Apostolos Parellis bei den U23-Europameisterschaften 2007 in Debrecen, bei denen er mit Landesrekord von 58,16 m die Bronzemedaille gewann. Daraufhin nahm er an der Sommer-Universiade in Bangkok teil und schied dort mit 54,53 m in der Qualifikation aus. Zwei Jahre später gewann er bei den Spielen der kleinen Staaten Europas (GSSE) in Nikosia die Goldmedaille und belegte bei den Mittelmeerspielen in Pescara mit 60,12 m den siebten Platz. Daraufhin nahm er erneut an den Studentenweltspielen in Belgrad teil und belegte dort mit 61,07 m Rang sechs. 2010 schied er bei den Europameisterschaften in Barcelona mit 60,57 m in der Qualifikation aus und wurde bei den Commonwealth Games in Neu-Delhi mit 60,51 m Vierter.
2011 gewann er bei den GSSE in Schaan mit 60,55 m erneut die Goldmedaille und belegte bei der Sommer-Universiade in Shenzhen mit 61,44 m den sechsten Platz. 2012 nahm er erneut an den Europameisterschaften in Helsinki teil, schied dort aber mit 61,79 m in der Qualifikation aus, wie auch bei den Olympischen Spielen in London, bei denen 63,48 m knapp nicht für einen Finaleinzug reichten. Bei den GSSE in Luxemburg 2013 musste er sich mit 59,11 m dem Montenegriner Danijel Furtula geschlagen geben und gewann Silber. Bei den Mittelmeerspielen im türkischen Mersin belegte er mit 59,70 m Rang sieben und qualifizierte sich für die Weltmeisterschaften in Moskau, bei denen er mit 59,84 m ebenfalls nicht das Finale erreichte. 2014 gewann er mit 63,32 m Silber bei den Commonwealth Games in Glasgow hinter dem Inder Vikas Gowda und scheiterte bei den Europameisterschaften in Zürich mit 60,32 m erneut in der Vorrunde.
2015 gelangte er bei den Weltmeisterschaften in Peking in das Finale und wurde dort mit 64,55 m Sechster. Bei den Europameisterschaften 2016 in Amsterdam erreichte er ein weiteres Mal nicht das Finale, qualifizierte sich aber erneut für die Olympischen Spiele in Rio de Janeiro, bei denen er mit 63,72 m im Finale Platz acht belegte. Bei den Weltmeisterschaften in London wurde er im Finale Zehnter. 2018 nahm er erneut an den Commonwealth Games im australischen Gold Coast teil und gewann dort mit 63,61 m die Bronzemedaille. Bei den Mittelmeerspielen in Tarragona siegte er mit 62,98 m vor dem Slowenen Kristjan Čeh. Anfang August gelangte er bei den Europameisterschaften in Berlin in das Finale, in dem er mit einem Wurf auf 63,62 m Platz acht belegte. 2019 erreichte er bei den Weltmeisterschaften in Doha das Finale und gelangte dort mit neuem Landesrekord von 66,32 m auf Rang fünf. 2021 siegte er mit 61,09 m beim Hungarian GP Series Tatabánya und nahm daraufhin an den Olympischen Spielen in Tokio teil, verpasste dort aber mit 62,11 m den Finaleinzug.
2022 siegte er mit 62,43 m beim Kladno hází a Kladenské memoriály und gewann anschließend bei den Balkan-Meisterschaften in Craiova mit 61,58 m die Bronzemedaille hinter dem Rumänen Alin Firfirică und Mykyta Nesterenko aus der Ukraine. Daraufhin verteidigte er bei den Mittelmeerspielen in Oran mit 63,59 m seinen Titel und schied dann bei den Weltmeisterschaften in Eugene mit 62,46 m in der Qualifikationsrunde aus. Daraufhin belegte er bei den Commonwealth Games in Birmingham mit 62,08 m den siebten Platz und im August wurde er bei den Europameisterschaften in München mit 63,32 m Achter. Im Jahr darauf gewann er bei den Balkan-Meisterschaften in Kraljevo mit 61,88 m die Silbermedaille hinter dem Kroaten Martin Marković, ehe er bei den Weltmeisterschaften in Budapest mit 62,10 m den Finaleinzug verpasste. 2024 gewann er bei den Balkan-Meisterschaften in Izmir mit 60,56 m die Silbermedaille hinter dem Rumänen Alin Firfirică und kurz darauf gelangte er bei den Europameisterschaften in Rom mit 62,53 m auf den neunten Platz.
In den Jahren 2007, 2010, zwischen 2012 und 2014 sowie von 2016 bis 2023 wurde Parellis zyprischer Meister im Diskuswurf. Er ist Absolvent für Maschinenbau an der Frederick University Cyprus.